# Мовсесян Георгій Вікторович
Георгій Вікторович Мовсесян (2 серпня 1945, Харків — 7 листопада 2011, Москва) — радянський і російський композитор вірменського походження. Заслужений діяч мистецтв Російської Федерації (1995). Народний артист Росії (2001).

## Біографія
Георгій Мовсесян народився 2 серпня 1945 року у Харкові в акторській родині. Жив у Харкові по вулиці Свердлова 51, (зараз Полтавський шлях, будинок № 51). Навчався в школі № 13, яка знаходилася по вулиці Карла Маркса (зараз гімназія № 13 по вул. Благовіщенська № 36).
Рано почав грати на акордеоні, займався у гуртку Харківського Будинку вчителя.
У 1964 році закінчив училище імені Гнесіних по класу акордеона. Під час служби в Радянській армії грав на акордеоні в армійському ансамблі. У цей період спільно з Давидом Тухмановим, який теж служив у ансамблі, почав писати оркестровки.
У 1960-ті роки Мовсесян почав співпрацювати з радіостанцією «Юність»: робив оркестровки п'єс для естрадно-симфонічного оркестру, бардівських мелодій.
Свою першу пісню «Дороги» написав в 1965 році.
З 1969 року був актором Москонцерту, солістом і концертмейстером інструментальної майстерні.
Популярність Георгію Мовсесяну принесли пісні «Береза» на вірші Пятруся Бровки, яку заспівала Ганна Герман, і «Мені довірена пісня» на вірші Льва Ошаніна, уперше пролунала на ТВ-конкурсі «Пісня-77». В 1970 році композитор працював у жанрі комсомольсько-молодіжних, публіцистичних, громадянських пісень «Це говоримо ми», вірші Льва Ошаніна, 1978; «Ласкаво просимо до Москви», «Олімпіада», вірші Роберта Рождественського, 1979), писав солдатські пісні, пісні про моряків, рибалок, шоферів, геологів.
У 1980-ті роки залунали ліричні пісні Мовсесяна. Першою з цієї серії «сентиментальних новел» стала пісня «Проводи любові» (вірші Михайла Танича, 1980), виконана Вахтангом Кікабідзе. Потім з'явилася балада «Мої роки» (вірші Роберта Рождественського, 1981), виконавцем якої також став Кікабідзе. Потім пішов ряд ліричних пісень, кращі з них — «Поговоримо» і «Ви мені подобаєтесь» (обидві на вірші Ігоря Шаферана, 1982). Композитор експериментував із синтезатором, електрогітарами — пісні для ВІА «Полум'я» «За поворотом» (вірші Анатолія Поперечного, 1980), «І кличе нас в дорогу “Супутник”» (вірші Ігоря Шаферана, 1982). Георгій Мовсесян пробував сили і як виконавець власних пісень (пісенний цикл на вірші Роберта Рождественського «Поговоримо», 1984).
Пісні Мовсесяна виконували відомі співаки: Йосип Кобзон, Майя Кристалинська, Едуард Хіль, Лев Лещенко, Муслім Магомаєв, Анне Вєскі та ін. Композитор створив п'ять пісень до п'яти новел фільму «Чоловіки і всі інші» (1986), де режисером і виконавцем головної ролі співака — коментатора подій став Вахтанг Кікабідзе.
Георгій Мовсесян також був автором музики і пісень до кінофільмів. У 1994 році він був автором пісень до фільму С. Никоненко «Не хочу одружуватися!», а також знявся в епізоді цього фільму (роль виконавця пісень на сцені). «Залишся, молодість!» — пісня стала улюбленою слухачами буквально з першого ж показу на концерті. Виконували її різні артисти, в тому числі і сам композитор.
У 2001 році композитору було присвоєно звання Народного артиста Росії.
Він був одружений із Марією Михайлівною Мовсесян. У композитора залишилися дочка Наталія і онук.
Георгій Мовсесян помер 7 листопада 2011 року від інфаркту. Похований на Троєкурівському цвинтарі.

## Пісні
- «Береза», на слова П. Бровки, ісп. Гана Герман
- «Байкальська балада»
- «Безсоння», на слова Р. І. Рождественського
- «Б'ється серце» (Радмила Караклаїч; текст — Олександр Ковальов)
- «Гастрольне танго»
- «Гімн податкової поліції», на слова Фелікса Лаубе [6]
- «Давай поговоримо» (Лев Лещенко; текст — Ігор Шаферан)
- «Ласкаво просимо до Москви, Олімпіада!», На слова Р. І. Рождественського
- «Дороги» на слова Б. Вахнюк та А. Землянського
- «Як улюблену зробити щасливою» (Йосип Кобзон; текст — Євген Євтушенко)
- «Куба далеко — Куба поруч» (ВІА «Полум'я»; текст — Лев Ошанін)
- «Канадець» (Вахтанг Кікабідзе; текст — Лев Ошанін)
- «Крим і Росія», на слова Петра Синявського
- «Легенди розкажуть» на слова Віктора Гина
- «Марш Бойового Братства», на слова Петра Синявського, ісп. Лев Лещенко
- «Мої роки — моє багатство», на слова Р. І. Рождественського, ісп. Вахтанг Кікабідзе
- «Мені довірено пісню»
- «Монолог шофера», на слова Р. І. Рождественського
- «Місяць грошикам блисне», на слова Р. І. Рождественського (з кінофільму «За даними карного розшуку», виконує А. Хочинський)
- «Ми — армія народу»
- «Наші діти», з телефільму «Чоловіки і всі інші»
- «Початок», Роберт Рождественський слова, ісп. Лев Лещенко
- «Не хочу одружуватися»
- «Залишся, молодість», на слова Ф. Лаубе, виконує Урмас Отт
- «Батьківська пісня», на слова І. Д. Шаферана
- «Поговоримо» (Майя Кристалинська; текст — Ігор Шаферан)
- «Пам'ять, пам'ять» (з кінофільму «За даними карного розшуку», виконує І. Кобзон)
- «Проводи любові», на слова М. І. Таніча, ісп. Вахтанг Кікабідзе
- «Рідна земле»
- «Серенада»
- «Склянка води»
- «Стара адреса», на слова Ф. Лаубе
- «Світло вічного вогню» (Едуард Хіль; текст — Роберт Рождественський)
- «Це говоримо ми», на слова Л. Ошанина
- «Це море»
- «Телефонна розмова» (виконання актриси Ніни Маслової)
- «Твоє весілля»
- «Я сам по собі» (Любов Успенська; текст — Ігор Шаферан)
- «Я вважаю, мені щастить» (Вахтанг Кікабідзе; текст — Роберт Рождественський)

## Фільмографія
- 1976 — «Майстер»
- 1979 — «За даними карного розшуку...»
- 1985 — «Чоловіки і всі інші» (кіноальманах)
- 1990 — «Аферисти»
- 1991 — «Лінія смерті»
- 1992 — «А спати з чужою дружиною добре?!»
- 1992 — «Міняйли»
- 1993 — «Падіння»
- 1993 — «Хочу до Америки»
- 1993 — «Не хочу одружуватися!»
- 1993 — «Російський бізнес»
- 1994 — «Російський рахунок»
- 1994 — «Російське диво»
- 1999 — «Шанувальник» та ін.

## Нагороди і премії
- Премія Ленінського комсомолу (1983) — за пісні про комсомол і молодь
- Заслужений діяч мистецтв Російської Федерації (1995)
- Народний артист Російської Федерації (2001)
- Орден Пошани (Російська Федерація) (2006)

## Цікаві факти
Про Георгія Вікторовича у музичних колах ходив такий анекдот. Коли композитор був на гастролях, у його готельному номері пролунав телефонний дзвінок:
— Ви Мовсесян, автор пісні «Мої роки — моє багатство»?
— Так.
— Коли повернетеся до Москви, не турбуйтеся — вашу квартиру пограбовано. — І поклали трубку. Музикант подумав, що це жарт. Але повернувся додому — дійсно, обібрали до нитки і залишили записку:

— Не переймайся. Твої роки — моє багатство.
Піснею Георгія Мовсесяна «Ми армія народу» завершувалися військові паради на Червоній площі у Москві на честь 70-ї, 71-ї, 72-ї і 73-ї річниці Перемоги у Великій Вітчизняній війні.